# Cerithiopsis jeffreysi
Cerithiopsis jeffreysi is een slakkensoort uit de familie van de Cerithiopsidae. De wetenschappelijke naam van de soort is voor het eerst geldig gepubliceerd in 1885 door Watson.